# Äthiopische Fußballnationalmannschaft (U-20-Männer)
Die äthiopische U-20-Fußballnationalmannschaft ist eine Auswahlmannschaft äthiopischer Fußballspieler. Sie unterliegt der Ethiopian Football Federation und repräsentiert sie international auf U-20-Ebene, etwa in Freundschaftsspielen gegen die Auswahlmannschaften anderer nationaler Verbände oder bei U-20-Afrikameisterschaften und U-20-Weltmeisterschaften.
Die Mannschaft konnte sich bislang ein Mal (2001) für die U-20-WM qualifizieren, schied dort jedoch in der Gruppenphase aus.
Der größte Erfolg bei Afrikameisterschaften war das Erreichen des Halbfinales in den Jahren 1979, 1985, 1993 und 2001.

## Teilnahme an U-20-Weltmeisterschaften
| 1977 | nicht qualifiziert |
| 1979 | nicht qualifiziert |
| 1981 | nicht qualifiziert |
| 1983 | nicht qualifiziert |
| 1985 | nicht qualifiziert |
| 1987 | nicht qualifiziert |
| 1989 | nicht teilgenommen |
| 1991 | nicht qualifiziert |
| 1993 | nicht qualifiziert |
| 1995 | nicht qualifiziert |
| 1997 | nicht qualifiziert |
| 1999 | nicht qualifiziert |
| 2001 | Vorrunde           |
| 2003 | nicht qualifiziert |
| 2005 | nicht qualifiziert |
| 2007 | nicht qualifiziert |
| 2009 | nicht teilgenommen |
| 2011 | nicht qualifiziert |
| 2013 | nicht teilgenommen |
| 2015 | nicht qualifiziert |
| 2017 | nicht qualifiziert |
| 2019 | nicht qualifiziert |
| 2023 | nicht qualifiziert |

## Teilnahme an U-20-Afrikameisterschaften
| 1979 | Halbfinale         |
| 1981 | Achtelfinale       |
| 1983 | zurückgezogen      |
| 1985 | Halbfinale         |
| 1987 | zurückgezogen      |
| 1989 | nicht teilgenommen |
| 1991 | Vorrunde           |
| 1993 | 4. Platz           |
| 1995 | nicht qualifiziert |
| 1997 | nicht qualifiziert |
| 1999 | nicht qualifiziert |
| 2001 | 4. Platz           |
| 2003 | nicht qualifiziert |
| 2005 | zurückgezogen      |
| 2007 | nicht qualifiziert |
| 2009 | nicht teilgenommen |
| 2011 | zurückgezogen      |
| 2013 | nicht teilgenommen |
| 2015 | nicht qualifiziert |
| 2017 | nicht qualifiziert |
| 2019 | nicht qualifiziert |
| 2021 | nicht qualifiziert |
| 2023 | nicht qualifiziert |